# テクノポリス (YMOの曲)
『テクノポリス』(TECHNOPOLIS) は、イエロー・マジック・オーケストラ（YMO）の日本国内で1枚目のシングル。1979年10月25日にアルファレコードから発売された。

## 背景
「ライディーン」と並ぶYMOの代表曲。坂本龍一は「単に売れる曲を書いてやろうと思って」とコメントを残している。
ピンク・レディーの一連の楽曲を坂本が分解・研究し再構築した「東京歌謡」。以前にも、海外ライヴで「ウォンテッド」を披露した。高橋幸宏は「筒美京平さんがYMOの曲を作ったらどうなるかって、そんなコンセプトで教授が書いた。だからヒット曲になった」とコメントしている。
アルバム『ソリッド・ステイト・サヴァイヴァー』から時系列的にはシングルカットされた形だが、アルバムと異なるヴァージョン（後述）。

## 別ヴァージョン
シングルカット・ヴァージョンは、アルバム『ソリッド・ステイト・サヴァイヴァー』収録ヴァージョンと比較して以下の違いがある。
1. ローランドのフランジャー（品番：SBF-325）によりフランジングが施されている[2]。
2. アナログシンセサイザーのアープ・オデッセイを使った手弾きメロディが重ねられている[2]。
3. 演奏時間が24秒ほど短くなっている。
4. アルバム・ヴァージョンではフェイドアウト直前（3分55秒付近）に「テクノポリス」と囁いている声が聞こえるがシングルでは聞けない。

海外発売分でシングル・ヴァージョンを収録したシングル盤は、「COMPUTER GAME(THEME FROM THE INVADERS)」イギリス盤の（音源は、冒頭にCOMPUTER GAME(THEME FROM THE INVADERS)が挿入されている"FIRECRACKER"）サードプレス盤（ファースト、セカンドプレス盤はアルバム・ヴァージョン）収録B面のみ。
1995年12月に発売された海外でのシングル音源を収めたコンピレーション『オーヴァー・シーズ・コレクション』にも収録されている。

## 録音
録音開始が3月6日。5月末までダビングを行なった。非常に録り直しが多く、レコーディング・エンジニアの小池光夫は大変だったと回顧している。
コンピュータによる自動演奏の印象が強いが、コンピュータ・プログラマーの松武秀樹とレコーディング・エンジニアの小池によれば、トラック数不足から同期信号を消した上に録音することになった関係で「7割くらい手弾き」。
「根性のブリッジ」と呼ばれるサビ部分の非常に速いバッキング演奏は、当初松武による打ち込みで自動演奏された。しかし、それを聴いた坂本は何か違うと感じ、手で弾いたものをレコーディングし直した。
サビは坂本の手癖となっており、アルバム『BGM』に収録されている「U.T」や、坂本のアルバム『CHASM』に収録されている「Seven Samurai - ending theme」のサビもやや似たフレーズとなっている。

### ヴォコーダー
曲中に使用される「TOKIO」のフレーズは駅のアナウンスを模したもの。日本でのヴォコーダーの使用例の代表的なものとして取り上げられることが多い。録音時に使ったヴォコーダーは、ローランド『VP-330』の試作機である。
「TOKIO」の「TO」の部分でピッチを上げ、「KIO」の部分でピッチを下げる工夫がされている。
「T・E・C・H・N・O・P・O・L・I・S」の部分は、11拍を正確に10分割したテンポで発音されている（最後の「S」は、12拍目と揃うようになっているので、実質「S」を除いた10文字を11拍中に発音するように設計されている）。
小西康陽によるリミックスで、1999年発売のリミックス・アルバム『YMO REMIXES TECHNOPOLIS 2000-01』収録の「TECHNOPOLIS/THE READYMADE-DARLIN' OF DISCOTHEQUE TRACK」に、冒頭のホーン音の後に「T・E・C・H・N・O・P・O・L・I・S TOKIO」という本作間奏での坂本のヴォコーダー・ヴォイスが抜き出されており、単音で聴くことができる。

## リリース
シングルは1979年10月25日にアルファレコードよりリリースされた。規格品番はALR-1016。
国内盤シングルのジャケットには新旧アルファロゴマークの他、A&Mレコードロゴマークも存在し、国内プロモーション盤には、不透明ピンク色ディスクが存在する。

## ミュージック・ビデオ
本作のミュージック・ビデオは鉄骨の背景と合成された坂本の顔面のアップと、UFOからメンバー3人が降り、合成された東京の街並みの中を歩くシーンや、実際の東京の繁華街の映像などで構成されている。ミュージック・ビデオ集『COMPUTER GAME』（1983年）にVHSで初収録、『YMO Giga Clips』（1998年）にて初DVD化された。

## ライブ・パフォーマンス
1981年国内ツアー「ウィンター・ライヴ1981」で演奏された際は、「TOKIO」の部分を仙台、盛岡、福岡、広島など公演した土地の名前に置き換えた。東京公演では「TOKIO」ではなく「東京」だった。従来のようにヴォコーダーではなく拡声器を使っていた（同ライヴでの『体操』パフォーマンス時に拡声器を使用した流れからである）。
2012年8月12日、東京新木場で開催された野外音楽フェス「ワールド・ハピネス」において、最後に登場したイエロー・マジック・オーケストラのアンコール最後の曲目として演奏された。この曲が生演奏されたのは、1983年12月22日に行われた日本武道館での散開コンサート以来、実に29年ぶり。

## メディアでの使用
リリース当時、メンバー3人が出演した富士フイルムのカセットテープ（フジカセット）のCM曲に起用された。
電気グルーヴによるリミックス『YMO REMIXES TECHNOPOLIS 2000-00』収録の「テクノポリス (Denki's Techtropolis-RMX)」が、「ココリコミラクルタイプ」でコント紹介のBGMに使用された。
テレビ朝日で朝に放送されていた鉄道運行情報番組『みどりの窓口』内で、特急／寝台車 空席情報コーナーBGMに起用された。イントロや曲中のヴォコーダーを使ったフレーズは外された。
TOKYO MXで放送されている「明日どこ!? DX」のCM予告でも使用された。
東京ヤクルトスワローズに所属するスコット・マクガフが、入団した2019年に登場曲として使用していた。
2023年開催のRIZIN.42のオープニング映像で使用された。

## シングル収録曲
| 全編曲: イエロー・マジック・オーケストラ。 |                                                              |      |          |      |
| #                                          | タイトル                                                     | 作詞 | 作曲     | 時間 |
| 1.                                         | 「テクノポリス」(TECHNOPOLIS)                                |      | 坂本龍一 | 3:50 |
| 2.                                         | 「ソリッド・ステイト・サヴァイヴァー」(SOLID STATE SURVIVOR) |      | 高橋幸宏 | 3:55 |

## リリース履歴
| No. | 日付           | 国名 | レーベル         | 規格    | 規格品番 | 最高順位 | 備考                              |
| --- | -------------- | ---- | ---------------- | ------- | -------- | -------- | --------------------------------- |
| 1   | 1979年10月25日 | 日本 | アルファレコード | 7インチ | ALR-1016 | 9位      |                                   |
| 2   | 1993年7月21日  | 日本 | アルファレコード | 7インチ | ALKA-1   | -        | 『YMO ANALOG SINGLE BOX』収録     |
| 3   | 1993年9月21日  | 日本 | アルファレコード | CD      | ALDA-91  | -        | 『CUBIC - YMO CD Single BOX』収録 |

## カバー
- TWO-MIX - アルバム『RHYTHM FORMULA』（1999年）
- RESONANCE-T - アルバム『YMO EN-TRANCE』（2002年）
- 上妻宏光 - アルバム『AGATSUMA PLAYS STANDARDS』（2008年）
- HMOとかの中の人。(PAw Lab.) - アルバム『Hatsune Miku Orchestra』（2009年）
- minimums - アルバム『minimums vs YMO』（2009年）
- エノラ クインテット - アルバム『Enoka Quintet Plays Yellow Magic Orchestra』（2011年）
- 三好史 - トリビュートアルバム『YMO REWAKE』（2011年）
- 栗コーダーカルテット - トリビュートアルバム『ウクレレ・YMOとその周辺』（2011年）
- U-zhaan - アルバム『Tabla Rock Mountain』（2014年）
- 光山組 - 配信限定シングル「TECHNOPOLIS」（2014年）
- 石山正明 - アルバム『Solid State Survivor By Masaaki Ishiyama』（2015年）